# Liste des plus hautes constructions du Japon
Cet article dresse une liste des plus hautes constructions du Japon. Il classe dans un tableau les édifices par ordre décroissant, avec leur nom, leur nombre d'étages et leurs caractéristiques.

## Constructions les plus hautes
Cette liste présente les gratte-ciel japonais d'une hauteur d'au moins 180 m, fondée sur les normes standards de mesure de hauteur. Cette hauteur inclut les flèches et les détails architecturaux mais ne comprend pas les mâts d'antenne. Les structures partiellement habitables sont incluses aux fins de classement en fonction de la hauteur actuelle.
| Rang | Nom                                               | Image | Hauteur | Étages | Année | Coordonnées                       | Ville     | Notes |
| ---- | ------------------------------------------------- | --- | ------- | ------ | ----- | --------------------------------- | --------- | --- |
| 01.0 | Tokyo Skytree[A]                                  | — | 634     | 32     | 2012  | —                                 | Tokyo     | |
| 02.0 | Tour de Tokyo[A]                                  | — | 333     | 7      | 1958  |                                   | Tokyo     | |
| 1    | Landmark Tower de Yokohama                        | | 296     | 70     | 1993  | 35° 27′ 17″ N, 139° 37′ 54″ E     | Yokohama  | Plus haute construction de la préfecture de Kanagawa; Plus haute construction achevée au Japon dans les années 1990,                                            |
| 2=   | Osaka Prefectural Government Sakishima Building   | | 256     | 55     | 1995  | 34° 38′ 18″ N, 135° 24′ 54″ E     | Osaka     | Plus haut bâtiment d'Osaka, |
| 2=   | Rinku Gate Tower                                  | | 256     | 56     | 1996  | 34° 24′ 40″ N, 135° 18′ 00″ E     | Izumisano | Bâtiment le plus élevé de la préfecture d'Osaka, |
| 4    | Midtown Tower                                     | GGround-level view of a rectangular, glass high-rise; a smaller, circular building is in the foreground                                                                                          | 248     | 54     | 2007  | 35° 39′ 59″ N, 139° 43′ 54″ E     | Tokyo     | Plus hautes constructions de Tokyo; Plus haute construction achevée au Japon au cours des années 2000,                                                          |
| 5    | Midland Square                                    | | 247     | 47     | 2007  | 35° 10′ 14″ N, 136° 53′ 06″ E     | Nagoya    | Plus haut bâtiment de la préfecture d'Aichi, |
| 6    | JR Central Office Tower                           | | 245     | 51     | 2000  | 35° 10′ 15,6″ N, 136° 52′ 57″ E   | Nagoya    | , |
| 7    | Siège du gouvernement métropolitain de Tokyo n° 1 | Ground-level view of a grey, window-dotted high-rise; as the building rises, two towers break off on both sides                                                                                  | 243     | 48     | 1991  | 35° 41′ 22″ N, 139° 41′ 29,5″ E   | Tokyo     | Plus haut bâtiment achevé à Tokyo dans les années 1990, |
| 8=   | Tour NTT DoCoMo Yoyogi                            | Ground-level view of a brown, rectangular high-rise; as it rises, it terraces to a point and a white and an orange antenna rises from the top. A clock is located on one side of the building.   | 240     | 27     | 2000  | 35° 41′ 03,7″ N, 139° 42′ 11,7″ E | Tokyo     | 8e plus haute construction au Japon; plus haute tour de fausse horloge au monde; 2e plus haut bâtiment à Tokyo par la hauteur du pinacle (y compris l'antenne), |
| 8=   | Sunshine 60                                       | Ground-level view of a gray, rectangular high-rise lined with columns of windows | 240     | 60     | 1978  | 35° 43′ 46,5″ N, 139° 43′ 04″ E   | Tokyo     | Plus haut bâtiment achevé au Japon dans les années 1970, |
| 10   | Roppongi Hills Mori Tower                         | Aerial view of a gray, oval-shaped high-rise lined with rows of windows; the facade is bisected by a smaller midsection                                                                          | 238     | 54     | 2003  | 35° 39′ 38″ N, 139° 43′ 45″ E     | Tokyo     | , |
| 11   | Shinjuku Park Tower                               | Aerial view of a beige high-rise lined with rows of windows; the building is composed of three adjoined towers of differing heights                                                              | 235     | 52     | 1994  | 35° 41′ 08″ N, 139° 41′ 27,4″ E   | Tokyo     | , |
| 12   | Tokyo Opera City Tower                            | Mid-level view of a white, window-dotted, rectangular high-rise; the corners are cut and made of glass                                                                                           | 234     | 54     | 1996  | 35° 40′ 58″ N, 139° 41′ 12,6″ E   | Tokyo     | , |
| 15.0 | Tour de Fukuoka[A]                                | — | 234     | 5      | 1989  | —                                 | Fukuoka   | Plus haute structure de la préfecture de Fukuoka, structure la plus élevée achevée au Japon dans les années 1980,                                               |
| 13   | JR Central Hotel Tower                            | | 226     | 53     | 2000  | 35° 10′ 12,3″ N, 136° 52′ 58,8″ E | Nagoya    | , |
| 14   | Shinjuku Mitsui Building                          | Ground-level view of a black, rectangular high-rise. its glass facades are highly reflective and the smaller facade is bisected by black, inset, crisscrossed beams                              | 224     | 55     | 1974  | 35° 41′ 30,8″ N, 139° 41′ 38″ E   | Tokyo     | , |
| 15   | Shinjuku Center Building                          | Ground-level view of a brown, rectangular high-rise; the window placement creates several horizontal bands on one side and one vertical stripe on the other                                      | 223     | 54     | 1979  | 35° 41′ 30,5″ N, 139° 41′ 43″ E   | Tokyo     | , |
| 16   | Saint Luke's Tower                                | Ground-level view of two blueish-grey buildings connected by an enclosed corridor near the top of the buildings                                                                                  | 221     | 47     | 1994  | 35° 40′ 00,4″ N, 139° 46′ 44″ E   | Tokyo     | , |
| 17   | Shiodome City Center                              | Ground-level view of a high-rise's green, curved, reflective glass facade; it is bisected by a vertical groove                                                                                   | 216     | 43     | 2003  | 35° 39′ 55″ N, 139° 45′ 40,5″ E   | Tokyo     | , |
| 18=  | Dentsu Building                                   | Ground-level view of a thin high-rises's curved, glass facade | 213     | 48     | 2002  | 35° 39′ 52,7″ N, 139° 45′ 46″ E   | Tokyo     | , |
| 18=  | Act Tower                                         | | 213     | 45     | 1994  | 34° 42′ 20,5″ N, 137° 44′ 14″ E   | Hamamatsu | , |
| 20   | Shinjuku Sumitomo Building                        | Aerial view of a gray, triangular, window-dotted high-rise | 210     | 52     | 1974  | 35° 41′ 28,7″ N, 139° 41′ 33″ E   | Tokyo     | , |
| 24.0 | Usine d'incinération de Toshima[A]                | — | 210     | 11     | 1999  | —                                 | Tokyo     | Plus haute cheminée d'incinérateur au monde |
| 21   | The Kitahama                                      | | 209     | 54     | 2009  | 34° 41′ 21″ N, 135° 30′ 25,5″ E   | Osaka     | Plus haut bâtiment résidentiel de tout le Japon, |
| 22   | Ark Hills Sengokuyama Mori Tower                  | | 207     | 47     | 2012  | 35° 39′ 48″ N, 139° 44′ 33″ E     | Tokyo     | , |
| 23=  | Tour nord de GranTokyo                            | Ground-level view of a glass, rectangular high-rise | 205     | 43     | 2007  | 35° 40′ 40,3″ N, 139° 46′ 00″ E   | Tokyo     | , |
| 23=  | Tour sud de GranTokyo                             | Mid-level view of a rectangular, glass high-rise; one side is vertically bisected by a section                                                                                                   | 205     | 42     | 2007  | 35° 40′ 43″ N, 139° 46′ 02″ E     | Tokyo     | , |
| 25=  | Park City Musashi-Kosugi Mid Sky Tower            | | 204     | 59     | 2009  | 35° 34′ 29,5″ N, 139° 39′ 38″ E   | Kawasaki  | [ 67 ] |
| 25=  | Mode Gakuen Cocoon Tower                          | Ground-level view of a blue, glass high-rise. Two opposite sides of the building curve inward until meeting at the top; these sides also have many white stripes haphazardly strewn across them. | 204     | 50     | 2008  | 35° 41′ 30″ N, 139° 41′ 49″ E     | Tokyo     | 2e bâtiment d'éducation le plus élevé au monde, |
| 27   | Shinjuku Nomura Building                          | Ground-level view of a white, rectangular, window-dotted high-rise; one side is vertically bisected                                                                                              | 203     | 50     | 1978  | 35° 41′ 35″ N, 139° 41′ 43″ E     | Tokyo     | , |
| 28   | Izumi Garden Tower                                | Ariel-view of a green, glass high-rise composed of square sections that rise to differing heights                                                                                                | 201     | 45     | 2002  | 35° 39′ 52″ N, 139° 44′ 23″ E     | Tokyo     | , |
| 29=  | X-Tower Osaka Bay                                 | | 200     | 54     | 2006  | 34° 40′ 06,5″ N, 135° 27′ 37″ E   | Osaka     | , |
| 29=  | ORC 200                                           | | 200     | 51     | 1993  | 34° 40′ 09″ N, 135° 27′ 40″ E     | Osaka     | , |
| 29=  | JP Tower                                          | Ground-level view of a blue, glass high-rise; the tower sits behind a small, white, stone, window-dotted facade                                                                                  | 200     | 38     | 2012  | 35° 40′ 46,5″ N, 139° 45′ 53″ E   | Tokyo     | , |
| 32   | Shin-Marunouchi Building                          | Ground-level view of a glass, boxy high-rise; it is composed of two sections, the larger of which rises higher than the other                                                                    | 198     | 38     | 2007  | 35° 40′ 57″ N, 139° 45′ 51,7″ E   | Tokyo     | , |
| 33=  | Sumitomo Fudosan Shinjuku Grand Tower             | Ground-level view of a blue and black, rectangular, glass high-rise; one facade is covered in slightly protruding vertical stripes.                                                              | 195     | 40     | 2011  | 35° 41′ 46″ N, 139° 41′ 26″ E     | Tokyo     | , |
| 33=  | Kansai Electric Power Building                    | | 195     | 41     | 2004  | 34° 41′ 34″ N, 135° 29′ 33,5″ E   | Osaka     | , |
| 33=  | Harumi Island Triton Square Tower X               | Ground-level view of a three-building complex; each building is white and blue and lined with rows of windows                                                                                    | 195     | 44     | 2001  | 35° 39′ 22,4″ N, 139° 46′ 57″ E   | Tokyo     | , |
| 33=  | Nihonbashi Mitsui Tower                           | Ground-level view of a rectangular, glass high-rise; adjoining the high-rise is a stone building featuring columns                                                                               | 195     | 39     | 2005  | 35° 41′ 13″ N, 139° 46′ 22,8″ E   | Tokyo     | , |
| 37   | Sannō Park Tower                                  | Ground-level view of a boxy, gray high-rise | 194     | 44     | 2000  | 35° 40′ 23″ N, 139° 44′ 25″ E     | Tokyo     | , |
| 38=  | Shinjuku Sompo Japan Building                     | Ground-level view of a thin, brown and white high-rise; the two wider sides curve and flair out as they near the bottom                                                                          | 193     | 43     | 1976  | 35° 41′ 33,8″ N, 139° 41′ 46″ E   | Tokyo     | , |
| 38=  | Nittele Tower                                     | Ground-level view of a blue, glass, rectangular high-rise; attached to one side of the building are two structures consisting of poles that run the height of the building                       | 193     | 32     | 2003  | 35° 39′ 52,7″ N, 139° 45′ 35,6″ E | Tokyo     | , |
| 40=  | Mid Tower                                         | Ground-level view of two similar rectangular high-rises; each building is painted to have curved sections of color on the primarily white facades                                                | 192     | 58     | 2008  | 35° 39′ 21″ N, 139° 46′ 25″ E     | Tokyo     | , |
| 40=  | Sea Tower                                         | Ground-level view of two similar rectangular high-rises; each building is painted to have curved sections of color on the primarily white facades                                                | 192     | 58     | 2008  | 35° 39′ 17,6″ N, 139° 46′ 29,3″ E | Tokyo     | , |
| 40=  | Kachidoki View Tower                              | Ground-level view of a white, rectangular high-rise; the corners are cut and balconies form horizontal stripes up the height of the tower                                                        | 192     | 55     | 2010  | 35° 39′ 33,8″ N, 139° 46′ 35,8″ E | Tokyo     | [ 111 ] |
| 43=  | Acty Shiodome                                     | Aerial view of a brown and beige, rectangular, window-dotted high-rise | 190     | 56     | 2004  | 35° 39′ 29,5″ N, 139° 45′ 31″ E   | Tokyo     | , |
| 43=  | Herbis Osaka                                      | | 190     | 40     | 1997  | 34° 41′ 55″ N, 135° 29′ 34,5″ E   | Osaka     | , |
| 45=  | Shinjuku I-Land Tower                             | Ground-level view of a blue, glass, rectangular high-rise lined with rows of windows; a small circular pad sits atop the building                                                                | 189     | 44     | 1995  | 35° 41′ 36″ N, 139° 41′ 35,5″ E   | Tokyo     | , |
| 45=  | Owl Tower                                         | Ground-level view of a rectangular, window-dotted high-rise; the facades are tri-colored with white, beige and gray areas                                                                        | 189     | 52     | 2011  | 35° 43′ 38″ N, 139° 43′ 11″ E     | Tokyo     | , |
| 47   | Atago Green Hills Mori Tower                      | Aerial view of a glass, window-dotted high rise; the corners are cut near the top | 187     | 42     | 2001  | 35° 39′ 43″ N, 139° 44′ 55″ E     | Tokyo     | , |
| 48   | Umeda Hankyu Building                             | | 187     | 41     | 2010  | 34° 42′ 09″ N, 135° 29′ 56″ E     | Osaka     | , |
| 49   | Elsa Tower 55                                     | | 186     | 55     | 1998  | 35° 47′ 48,5″ N, 139° 43′ 54″ E   | Kawaguchi | , |
| 50=  | Cerulean Tower                                    | Ground-level view of a beige, multi-faceted, window-dotted high-rise | 184     | 41     | 2001  | 35° 39′ 22,8″ N, 139° 41′ 58,7″ E | Tokyo     | , |
| 50=  | Shinjuku Oak Tower                                | Ground-level view of a blue, glass high-rise; a circular pad sits atop the structure | 184     | 38     | 2002  | 35° 41′ 38″ N, 139° 41′ 26,3″ E   | Tokyo     | , |
| 52=  | Makuhari Prince Hotel                             | | 183     | 49     | 1995  | 35° 38′ 39″ N, 140° 02′ 13″ E     | Chiba     | , |
| 52=  | Shibuya Hikarie                                   | Ground-level view of a blue, glass high-rise; it is divided into three distinct sections along its height                                                                                        | 183     | 34     | 2012  | 35° 39′ 32″ N, 139° 42′ 12″ E     | Tokyo     | , |
| 58.0 | Tour de télévision de Nagoya[A]                   | — | 180     | 5      | 1954  | —                                 | Nagoya    | , |
| 54=  | NEC Supertower                                    | Ground-level view of a light blue high-rise; one flat facade is bisected by a column of glass, while the adjacent facades angle in at several points until they meet at a point at the top       | 180     | 44     | 1990  | 35° 38′ 58″ N, 139° 44′ 53″ E     | Tokyo     | , |
| 54=  | Century Park Tower                                | Ground-level view of an orange and white, rectangular, window-dotted high-rise | 180     | 54     | 1999  | 35° 40′ 13,7″ N, 139° 47′ 09″ E   | Tokyo     | , |
| 54=  | Tour Nagoya Lucent                                | | 180     | 40     | 2007  | 35° 10′ 30″ N, 136° 52′ 52,5″ E   | Nagoya    | , |
| 54=  | JA Building                                       | Ground-level view of a brown, rectangular, window-dotted high-rise; there are darker square patches placed randomly along the building's facades                                                 | 180     | 37     | 2009  | 35° 41′ 19,4″ N, 139° 45′ 46,7″ E | Tokyo     | [ 149 ] |
| 54=  | Sendai Trust Tower                                | | 180     | 37     | 2010  | 38° 15′ 23″ N, 140° 52′ 34″ E     | Sendai    | PLus haut bâtiment de la préfecture de Miyagi |
| 54=  | Park City Toyosu Building A                       | Ground-level view of a white, orange and green rectangular high-rise; its balconies form horizontal stripes up the height of the tower                                                           | 180     | 52     | 2008  | 35° 39′ 30″ N, 139° 47′ 28,7″ E   | Tokyo     | , |
| 54=  | Keio Plaza Hotel North Tower                      | Aerial view of a white, rectangular high-rise lined with rows of windows | 180     | 47     | 1971  | 35° 41′ 23,5″ N, 139° 41′ 40″ E   | Tokyo     | , |

- Indique les bâtiments encore en construction mais dont le gros œuvre est terminé.

=  Indique les bâtiments de même rang, car leur hauteur est la même.
A. ^ Cette structure n'est pas un bâtiment habitable mais est incluse dans cette liste à des fins comparatives. D'après le règlement du Conseil des bâtiments élevés et de l'habitat urbain, les tours d'observation autonomes, les cheminées ou les mâts ne sont pas considérés comme des bâtiments, car ce ne sont pas des constructions entièrement habitables.

## Plus hautes constructions
Cette liste présente les constructions au Japon qui se dressent à au moins 180 m de haut, basée sur les normes standard de mesure de hauteur. Cette hauteur comprend les flèches, les détails architecturaux et les mâts d'antenne.
| Rang | Nom                                             | Image                                                                                     | Hauteur   | Année | Coordonnées | Type de structure  | Préfecture              | Notes |
| ---- | ----------------------------------------------- | ----------------------------------------------------------------------------------------- | --------- | ----- | --- | ------------------ | ----------------------- | --- |
| 1    | Tokyo Skytree*                                  |                                                                                           | 634       | 2011  | 35° 42′ 36,5″ N, 139° 48′ 39″ E | Tour à treillis    | Tokyo                   | Plus haute tour au monde,                                                                                        |
| 2    | Tokyo Tower                                     | The orange and white lattice frame of Tokyo Tower rises up in front of a clear, blue sky. | 333       | 1958  | 35° 39′ 31″ N, 139° 44′ 44″ E | Tour à treillis    | Tokyo                   | Plus haute structure autoportante en acier dans le monde; 23e plus haute du monde,                               |
| 3    | Pont du détroit d'Akashi                        |                                                                                           | 298       | 1998  | 34° 37′ 26″ N, 135° 01′ 38″ E ; 34° 36′ 34″ N, 135° 00′ 53″ E | Pont à haubans     | Hyogo                   | [ 161 ] |
| 4    | Transmetteur VLF d'Ebino                        |                                                                                           | 270       | 1991  | 32° 04′ 36″ N, 130° 49′ 33″ E ; 32° 04′ 54″ N, 130° 49′ 30″ E ; 32° 05′ 11″ N, 130° 49′ 27″ E ; 32° 05′ 29″ N, 130° 49′ 23″ E ; 32° 05′ 32″ N, 130° 49′ 44″ E ; 32° 05′ 14″ N, 130° 49′ 47″ E ; 32° 04′ 56″ N, 130° 49′ 50″ E ; 32° 04′ 39″ N, 130° 49′ 54″ E | Mât à hauban       | Ebino                   | |
| 4    | Transmetteur d'Otakadoya-yama                   |                                                                                           | 250       | 1999  | 37° 22′ 21,5″ N, 140° 50′ 55,8″ E | Mât à haubant      | Fukushima               | [ 162 ] |
| 5    | Mât principal du transmetteur NHK de Shobu-Kuki |                                                                                           | 240       | 1982  | 36° 04′ 21″ N, 139° 37′ 25,2″ E | Mât à hauban       | Saitama                 | Remplace le transmetteur démantelé de la NHK à Kawaguchi                                                         |
| 6    | Tour de Fukuoka                                 |                                                                                           | 234       | 1989  | 33° 35′ 35,7″ N, 130° 21′ 05,3″ E | Tour d'observation | Fukuoka                 | Plus haute structure de la préfecture de Fukuoka; Plus haute construction achevée au Japon dans les années 1980, |
| 7=   | Chūshi Powerline Crossing                       |                                                                                           | 226       | 1962  | 34° 19′ 55,8″ N, 132° 59′ 03,3″ E ; 34° 18′ 42,8″ N, 132° 59′ 32,2″ E | Pylône électrique  | Préfecture de Hiroshima | 2 tours |
| 7=   | Pont de Tatara                                  |                                                                                           | 226       | 1999  | 34° 15′ 32″ N, 133° 03′ 35″ E ; 34° 15′ 38″ N, 133° 04′ 10″ E | Pont à haubans     | Ehime                   | [ 164 ] |
| 9    | Osaki Channel Crossing                          | Yoshina                                                                                   | 223       | 1997  | 34° 18′ 19,6″ N, 132° 52′ 29,1″ E; 34° 17′ 15,3″ N, 132° 53′ 01,7″ E | Pylône électrique  |                         | 2 tours, partie d'une ligne électrique d'une envergure de 2 145 m de longueur                                    |
| 10   | Chita Thermal Power Station Units 1,4           |                                                                                           | 220       |       | 34° 59′ 07,2″ N, 136° 50′ 41,6″ E ; 34° 59′ 11,7″ N, 136° 50′ 33,2″ E | Cheminée           | Aichi                   | [ 165 ] |
| 11   | Marcus Island LORAN-C transmitter               |                                                                                           | 213       | 2000  | 24° 17′ 08,7″ N, 153° 58′ 52″ E | Mât à hauban       | Tokyo                   | [ 166 ] |
| 12   | Usine d'incinération de Toshima                 |                                                                                           | 210 (689) | 1999  | 35° 44′ 03,6″ N, 139° 42′ 50″ E | cheminée           | Toshima                 | Plus haute cheminée d'incinérateur au monde                                                                      |

### Structures démolies ou détruites
| Name                                        | Hauteur | Année de construction | Année de destruction | Type de structure | Emplacement                      | Coordonnées                                                   | Notes                                   |
| ------------------------------------------- | ------- | --------------------- | -------------------- | ----------------- | -------------------------------- | ------------------------------------------------------------- | --------------------------------------- |
| Iwo Jima LORAN-C transmission mast          | 412     | 1963                  | 1965                 | Mât à hauban      | Iwo Jima                         | 24° 48′ 08″ N, 141° 19′ 32″ E                                 | Effondré et remplacé                    |
| 1st Marcus Island LORAN-C transmission mast | 412     | 1964                  | 1985                 | Mât à hauban      | Île Minamitori                   | 24° 17′ 08,79″ N, 153° 58′ 52,2″ E                            | Démantelé et remplacé par un plus petit |
| 2nd Iwo Jima LORAN-C transmission mast      | 412     | 1965                  | 1993                 | Mât à hauban      | Iwo Jima                         | 24° 48′ 08″ N, 141° 19′ 32″ E                                 | Démantelé                               |
| Shushi Wan OMEGA transmitter                | 389     | 1973                  | 1998                 | Mât à hauban      | Île Tsushima                     | 34° 36′ 53,06″ N, 129° 27′ 13,12″ E                           | Démantelé                               |
| NHK Kawaguchi Transmitter                   | 313     | 1937                  | 1984                 | Mât à hauban      | Kawaguchi, préfecture de Saitama | 35° 49′ 37″ N, 139° 43′ 14″ E ; 35° 49′ 52″ N, 139° 43′ 12″ E | Antenne en T (2 mâts); démantelée       |
| Yosami Transmitting Station                 | 250     | 1929                  | 1997                 | Mât à hauban      | Kariya, préfecture d'Aichi       | 34° 58′ 20″ N, 137° 00′ 59″ E                                 | 8 mâts, démantelés                      |
| 2nd Marcus Island LORAN-C transmission mast | 213     | 1986                  | 2000                 | Mât à hauban      | Île Minamitori                   | 24° 17′ 08,79″ N, 153° 58′ 52,2″ E                            | Démantelé et remplacé                   |

## Constructions les plus élevées en construction, décidées ou prévues

### En construction
Cette liste présente les bâtiments et structures autoportantes en cours de construction au Japon et prévus pour s'élever à au moins 180 m. Tous les bâtiments dont la hauteur a été dépassée mais qui ne sont pas terminés sont également inclus.
| Nom                                                             | Hauteur | Étages | Année | Ville | Notes                                                                            |
| --------------------------------------------------------------- | ------- | ------ | ----- | ----- | -------------------------------------------------------------------------------- |
| Abeno Harukas*                                                  | 300     | 68     | 2014  | Osaka | Futur plus haut bâtiment du Japon,                                               |
| Loop Line #2 Shimbashi/Toranomon Redevelopment Project Zone III | 256     | 52     | 2014  | Tokyo | Construction commencée en 2011; Achevé, sera le bâtiment le plus élevé de Tokyo, |
| Siège social du Yomiuri Shimbun à Tokyo                         | 200     | 33     | 2013  | Tokyo | Construction commencée en 2011                                                   |
| Ōtemachi 1-6 Plan                                               | 200     | 38     | 2014  | Tokyo | Construction commencée en 2009,                                                  |
| Tour du festival de Nakanoshima                                 | 199     | 39     | 2013  | Osaka | [ 179 ]                                                                          |
| Nishi-Tomihisa Redevelopment                                    | 191     | 55     | 2015  | Tokyo | Construction commencée en 2012,                                                  |
| City Tower Kobe Sannomiya*                                      | 190     | 54     | 2013  | Kobe  | Construction commencée en 2010                                                   |
| Minami-Ikebukuro 2-chome A District Redevelopment               | 189     | 49     | 2015  | Tokyo | Construction commencée en 2012                                                   |
| Grand Front Osaka, Block A Tower                                | 180     | 38     | 2013  | Osaka | ,                                                                                |

-  Indique les bâtiments encore en construction mais dont le gros œuvre est terminé.

### Approuvés
Liste de bâtiments dont la construction a été approuvée et qui doivent s'élever à au moins 180 m.
| Nom                                              | Hauteur | Étages | Année | Ville  | Notes                                                     |
| ------------------------------------------------ | ------- | ------ | ----- | ------ | --------------------------------------------------------- |
| Roppong 3-chome East District Redevelopment      | 241     | 40     | 2015  | Tokyo  | Le début de la construction est prévu pour septembre 2012 |
| Nagoya Station New Building                      | 211     | 46     | 2015  | Nagoya | Le début de la construction est prévu pour septembre 2012 |
| Akasaka 1-chome Redevelopment                    | 202     | 43     | 2017  | Tokyo  | Le début de la construction est prévu pour décembre 2013  |
| Toyosu 2-3 Chome Redevelopment 2-1 Block Tower A | 180     | 31     | 2017  | Tokyo  | Le début de la construction est prévu pour février 2013   |
| Nihonbashi 2-Chome Redevelopment Block C         | 180     | 35     | 2018  | Tokyo  | Le début de la construction est prévu pour 2013           |
| Prince Hotel Akasaka Redevelopment               | 180     | ?      | 2016  | Tokyo  | Le début de la construction est prévu pour 2013           |

### Prévus
Liste de bâtiments proposés à la construction prévus pour s'élever à au moins 180 m.
| Nom                                                                | Hauteur | Étages | Année | Ville | Notes                                           |
| ------------------------------------------------------------------ | ------- | ------ | ----- | ----- | ----------------------------------------------- |
| Shibuya Station New Station building East Tower                    | 230     | ?      | ?     | Tokyo | Le début de la construction est prévu pour 2015 |
| Shibuya Station New Station building West Tower                    | 210     | ?      | ?     | Tokyo | Le début de la construction est prévu pour 2015 |
| Nishi-Shinjuku 5-chome Centre North District Redevelopment Project | 209     | 59     | 2016  | Tokyo | Le début de la construction est prévu pour 2013 |
| Shibuya Station South Block Redevelopment                          | 180     | ?      | 2018  | Tokyo | Le début de la construction est prévu pour 2014 |

## Chronologie des plus hautes constructions

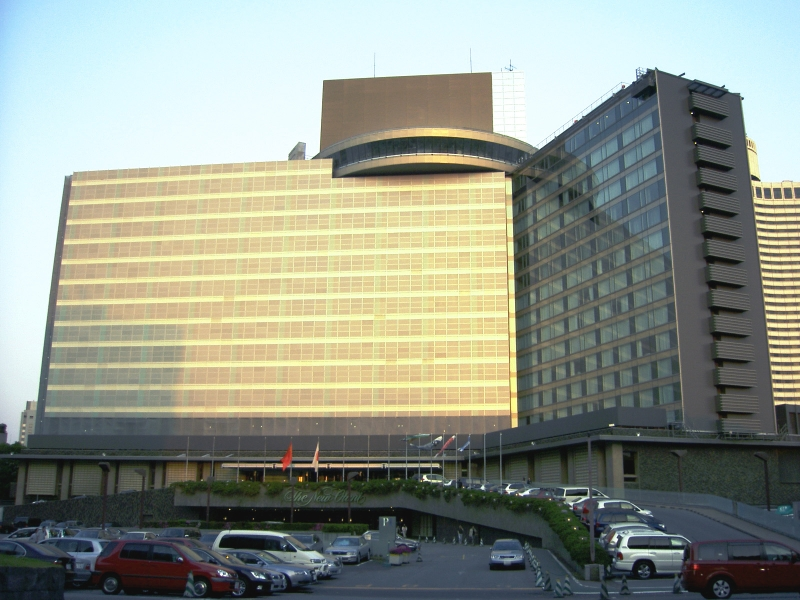
Construit en 1964 à l'occasion des Jeux olympiques d'été de 1964, l'hôtel New Otani de Tokyo est l'édifice le plus élevé du Japon jusqu'en 1968.

Cette liste recense les bâtiments qui à un moment donné ont détenu le titre de plus haut bâtiment du Japon. De son achèvement en 1958 jusqu'à l'ouverture de la Tokyo Skytree en 2011, la Tour de Tokyo conserve son titre de plus haute structure au Japon, en dehors de divers mâts haubanés construits dans les années 1960 et 1970, plus tard démantelés dans les années 1990.
| Nom                                          | Années       | Hauteur | Étages | Ville    | Reference |
| -------------------------------------------- | ------------ | ------- | ------ | -------- | --------- |
| Ryōunkaku                                    | 1890–1923    | 69      | 12     | Tokyo    | [ 189 ]   |
| Pagode de quatre étages à Tō-ji              | 1923–1936    | 55      | 5      | Kyoto    |           |
| Bâtiment de la Diète nationale               | 1936–1964    | 65      | 9      | Tokyo    | [ 190 ]   |
| Hotel New Otani Tokyo                        | 1964–1968    | 72      | 17     | Tokyo    | [ 191 ]   |
| Kasumigaseki Building                        | 1968–1970    | 156     | 36     | Tokyo    | [ 192 ]   |
| Tokyo World Trade Center Building            | 1970–1971    | 163     | 40     | Tokyo    | [ 193 ]   |
| Keio Plaza Hotel North Tower                 | 1971–1974    | 180     | 47     | Tokyo    | [ 154 ]   |
| Shinjuku Sumitomo Building                   | 1974–1974    | 210     | 52     | Tokyo    | [ 53 ]    |
| Shinjuku Mitsui Building                     | 1974–1978    | 225     | 55     | Tokyo    | [ 36 ]    |
| Sunshine 60                                  | 1978–1991    | 240     | 60     | Tokyo    | [ 20 ]    |
| Siège du gouvernement métropolitain de Tokyo | 1991–1993    | 243     | 48     | Tokyo    | [ 14 ]    |
| Landmark Tower de Yokohama                   | 1993–2014    | 296     | 70     | Yokohama | [ 1 ]     |
| Abeno Harukas                                | 2014–présent | 300     | 60     | Osaka    |           |